# No Come Down
Albums de The Verve
A Storm In Heaven
(1993) A Northern Soul
(1995)
No Come Down est une compilation de faces-B et raretés du groupe de rock psychédélique anglais The Verve, sortie en 1994 sur Vernon Yard et Hut Recordings. C'était la première publication sur laquelle le nom du groupe était The Verve au lieu de Verve, en raison du conflit judiciaire avec le label de jazz Verve.

## Présentation
No Come Down, Where The Geese Go, Twilight, et Six O'Clock proviennent des sessions pour le premier album du groupe, A Storm In Heaven, et ont été publiées généralement en tant que faces-B des singles tirés de l'album, notamment de Blue, dont une version USA Mix a été placée sur la compilation - publiée pour coïncider avec la participation de Verve au festival américain de Lollapalooza. On retrouve également deux chansons du premier album, Make It Till' Monday et Butterfly en version acoustique, avec parfois des modifications dans le chant. One Way To Go est antérieur au reste du premier album, ayant été face B de leur tout premier single, All In The Mind, et inexplicablement omis de leur premier maxi Verve EP. Gravity Grave est ici une version live enregistrée à Glastonbury, et a été rallongée par rapport à la version album qui fait seulement 4:29.

## Liste des titres
1. No Come Down - 3:14
2. Blue (mix USA) - 3:15
3. Make It Till' Monday (Acoustique) - 2:44
4. Butterfly (Acoustique) - 7:36
5. Where The Geese Go - 3:12
6. 6 O'Clock - 4:29
7. One Way To Go - 7:16
8. Gravity Grave (Live) - 9:22
9. Twilight - 3:01
10. Virtual World (Acoustique) - 4:47 (Sur la version américaine)

## Provenance des pistes
- Les titres 1, 5 et 9 sont tirés du single Blue, sorti en 1993.
- Les titres 2 et 6 sont tirés de la version américaine du single Blue, sorti en 1994.
- Le titre 3 est tiré du single Slide Away, sorti en 1993.
- Le titre 7 est tiré du single All in the Mind, sorti en 1992.
- Le titre 8 est tiré d'un live de Glastonbury en 1993.